# Басс, Сол
Сол Басс (англ. Saul Bass; 8 мая 1920 — 25 апреля 1996) — американский графический дизайнер и киноплакатист, который за 40 лет своей карьеры поработал с такими режиссёрами, как Альфред Хичкок, Отто Премингер, Стэнли Кубрик, Мартин Скорсезе.
Среди его наиболее известных работ — легендарная вступительная заставка в фильме «Головокружение», а также титры к лентам «Вестсайдская история», «К северу через северо-запад» и «Психо».

## Ранние годы жизни
Сол Басс родился 8 мая 1920 года в Бронксе, Нью-Йорк. Закончив старшую школу Джеймса Монро, начал учиться в манхэттенской школе искусств Art Students League, пока не стал посещать классы Дьёрдя Кепеша (венг. György Kepes) при Бруклинском колледже. Сол работал в голливудской типографии, делая рекламу к фильмам, пока не начал сотрудничество с кинорежиссёром Отто Премингером в разработке плаката к его музыкальной драме 1954 года «Кармен Джонс». Премингер был настолько впечатлён работой Басса, что попросил его сделать вступительную заставку для фильма. И тогда Басс впервые задумался над тем, что можно создать нечто большее, чем простые вступительные титры, чтобы не просто удивить аудиторию, но и внести вклад в общее настроение и тему фильма в самом начале просмотра. Сол одним из первых понял креативный потенциал опенинга и финальных вставок.

## Вступительные заставки к фильмам
Басс стал широко известен благодаря вступительной заставке к драме Премингера «Человек с золотой рукой» 1955 года. По сюжету фильма джазовый музыкант мечтает начать новую жизнь и начинает борьбу со своей наркозависимостью, которая в середине 1950-х гг. была настоящим табу. Сол решил создать спорный опенинг, потому что тема фильма сама по себе была спорной. В качестве центрального образа он выбрал руку — на чёрной бумаге вырезалась рука наркомана; как и ожидал Басс, это произвело настоящую сенсацию.

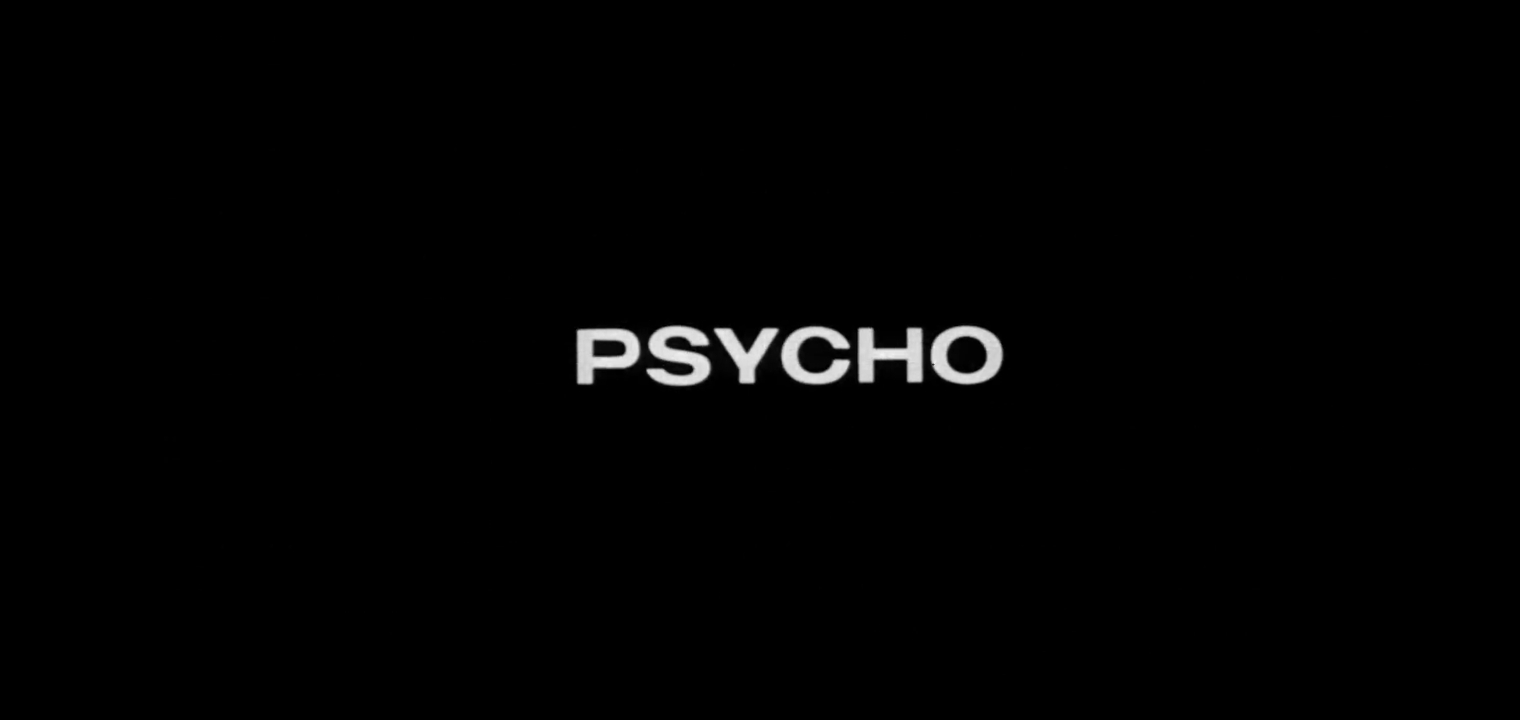
Вступительные полосные титры фильма Альфреда Хичкока «Психо» — одна из самых известных работ Сола Басса

Для Альфреда Хичкока Басс создал незабываемые заставки, используя кинетическую типографику, для фильмов «К северу через северо-запад», «Головокружение» и «Психо». Именно эти революционные работы и сделали Сола почитаемым графическим дизайнером.
Басс трудился в своей сфере 40 лет, используя разнообразную технику: от примитивно-плоской в «Анатомии убийства» до совмещения игры живых актёров и мультипликации. К концу своей карьеры Сол Басс работал с Джеймсом Бруксом и Мартином Скорсезе. Для Скорсезе Басс (в сотрудничестве со своей супругой Элаин), создал заставки к фильмам: «Славные парни» (1990), «Мыс страха» (1991), «Эпоха невинности» (1993) и «Казино» (1995, его последний опенинг). В поздних работах с Мартином Скорсезе он отошёл от «оптических образов» и перешёл к компьютерным технологиям. По словам режиссёра, Басс сумел превратить титры в вид искусства, пойдя по этому пути дальше своих предшественников, а в некоторых случаях у него получались своеобразные «мини-фильмы внутри фильма»: «Его движущиеся графические композиции служат фильму прологом — задают тон, создают настроение и намекают на предстоящие действия».

## Кинопроизводство
В 1964 году Басс выступил режиссёром короткометражки «Ищущий глаз» (англ. The Searching Eye), после чего смонтировал фильм Джона Франкенхаймера «Большой приз» и сделал короткий документальный фильм «Почему человек творит?». Наконец, в 1974 году Сол снял свой единственный полнометражный фильм «Фаза 4» (англ. Phase IV).

## Логотипы и прочий дизайн
Некоторые логотипы, созданные при участии Басса, стали хорошо узнаваемы в Северной Америке. Среди них логотип корпорации AT&T (1969 и 1983), авиакомпании Continental Airlines (1968), Dixie (1969) и United Airlines (1974).
Некоторые компании, для которых Солом Бассом были созданы логотипы:
| - Avery International (неизвестно) - Celanese (1965) - Continental Airlines (1968) - Dixie (1969) - Frontier Airlines (1981) - Fuller Paints (неизвестно) - Girl Scouts of the USA (1978) - Japan Energy Corporation (1993) - Kibun Foods (1964) - Kose Cosmetics (1959) - Lawry's Foods (1959) - Geffen Records (1980) | - Minami Sports (1991) - Minolta (1978) - Rockwell International (1968) - Security First National Bank (1966) - Security Pacific Bank (неизвестно) - United Airlines (1974) - United Way (1972) - Warner Books (1963) - Warner Communications (1972) - Wesson Oil (1964) - YWCA (1988) |

## Плакаты и титры к фильмам
Сол Басс занимался художественным оформлением фильмов крупнейших англоязычных режиссёров середины века — Отто Премингера, Альфреда Хичкока, Билли Уайлдера и Стэнли Кубрика. Его последние заготовки предназначались для фильма Стивена Спилберга «Список Шиндлера», но не были использованы режиссёром. Деятельность Басса в этой области, вдохновившая многих других дизайнеров, продолжалась около пятидесяти лет.

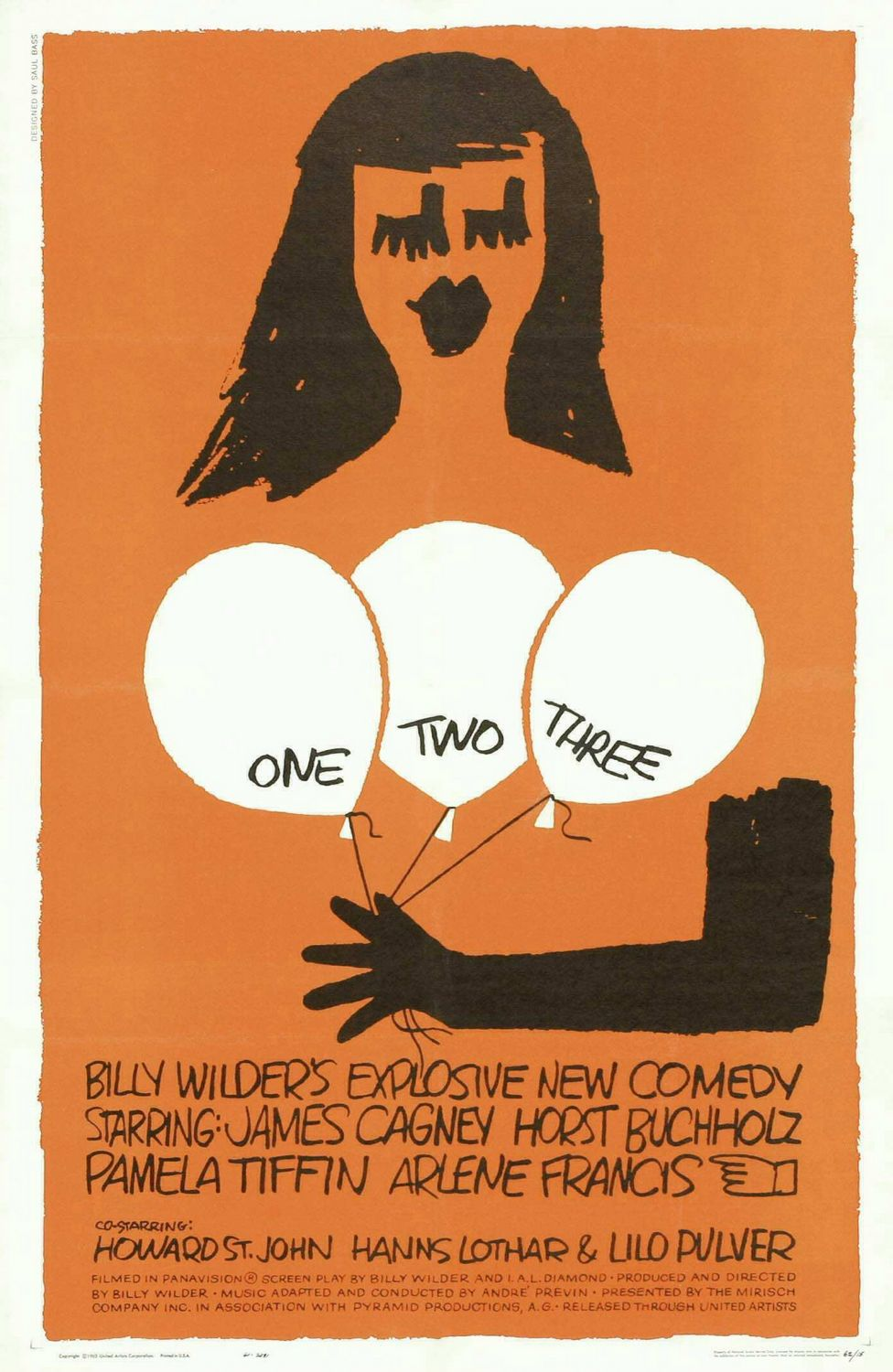
Плакат к фильму «Один, два, три» Билли Уайлдера

### 1950-е
- Кармен Джонс[англ.] / Carmen Jones (1954)
- Человек с золотой рукой / The Man With the Golden Arm (1955)
- С городской окраины[англ.] / Edge of the City (1956)
- Любовь после полудня / Love in the Afternoon (1957)
- Святая Иоанна (фильм, 1957) / Saint Joan (1957)
- Здравствуй, грусть / Bonjour Tristesse (1958)
- Головокружение / Vertigo (1958)
- Анатомия убийства / Anatomy of a Murder (1959)
- К северу через северо-запад / North by Northwest (1959)

### 1960-е
- Спартак (1960)
- Великолепная семёрка (1960, дизайн не использовался)
- Вестсайдская история (1961, заключительные титры)
- Этот безумный, безумный, безумный, безумный мир (1963)
- Банни Лейк исчезает (1965)
- Вторые (1966)
- Бал пожарных (1967)

### 1970-е
- Такие хорошие друзья / Such Good Friends (1971)
- Братья / Brothers (1977)
- Человеческий фактор / The Human Factor (1979)

### 1980-е
- Сияние / The Shining (1980)
- Счастливчик Александр / Very Happy Alexander (1980)

### Неиспользованные плакаты
- Детский час / The Children’s Hour (1961)
- Девять часов[англ.] / Nine Hours to Rama (1962)
- Список Шиндлера / Schindler’s List (1993)